# Gheorghe Huțanu
Gheorghe Huțanu, född 17 juni 1950 i Bukarest, död 2 februari 2012 i Sfântu Gheorghe, var en rumänsk ishockeyspelare. Huțanu spelade för CS Dinamo București, CSA Steaua București och HC Sfântu Gheorghe. Hans saldo var 22 poäng i C-VM 1971 som Rumänien vann. Han var bror till Vasile Huțanu som också spelade ishockey i Rumäniens landslag.